# Isla Santa Margarita
Die Isla Santa Margarita ist eine mexikanische Insel im Pazifischen Ozean.
Sie liegt einige Kilometer vor der Westküste des südlichen Teils der Halbinsel Niederkalifornien und gehört zum Bundesstaat Baja California Sur. Sie stellt das südlichste Territorium der Gemeinde Comondú dar. Innerhalb der Gemeinde Comondú gehört die Insel zur delegación Puerto San Carlos. Die Insel hat eine Fläche von 231 km², ihre Küstenlänge beträgt etwa 96 km und ihre höchste Erhebung misst 610 Meter. Santa Margarita ist Teil der Gemeinde Comondú.
Einziger Ort der Insel ist das 128 Einwohner zählende Puerto Cortés, etwa in der Mitte der Ostküste gelegen. Dort existiert eine kleine Basis der mexikanischen Marine, ansonsten besteht die einzige Erwerbsquelle im Fischfang.

Die Isla Santa Margarita schließt zusammen mit ihrer nördlichen Nachbarinsel Isla Magdalena sowie einigen kleineren Inseln und Sandbänken die Lagune Bahía Magdalena vom offenen Ozean ab; diese ist unter anderem als Paarungsort für Grauwale und Lebensraum zahlreicher Seevögel bekannt.